# Société du Prince Impérial
La Société du Prince Impérial (ou selon son règlement: Société du Prince-Impérial, prêts de l'enfance au travail) est une ancienne société de bienfaisance non confessionnelle française. Elle a été fondée durant le Second Empire, par l'impératrice Eugénie sous le patronage de son fils le Prince Impérial, et reconnue d'utilité publique par décret impérial en septembre 1862.
Les « fondateurs » sont l'Impératrice Eugénie (présidente de l'association) et un nombre indéterminé de donateurs s'acquittant d'une souscription (100 francs) et d'une cotisation annuelle (10 francs) dont les deux vice-présidentes, la Princesse Mathilde et la Princesse Marie-Clotilde, ainsi que la trésorière, la baronne Haussmann. Parmi les membres fondateurs revendiqués, la Société compte Henri Gradis, Auguste Anjubault et Xavier Bonhoure. Un conseil supérieur de vingt membres est nommé par l'Impératrice. Enfin, les enfants versant une cotisation hebdomadaire symbolique (10 centimes) sont, eux, reconnus comme membres « associés ».

## Historique

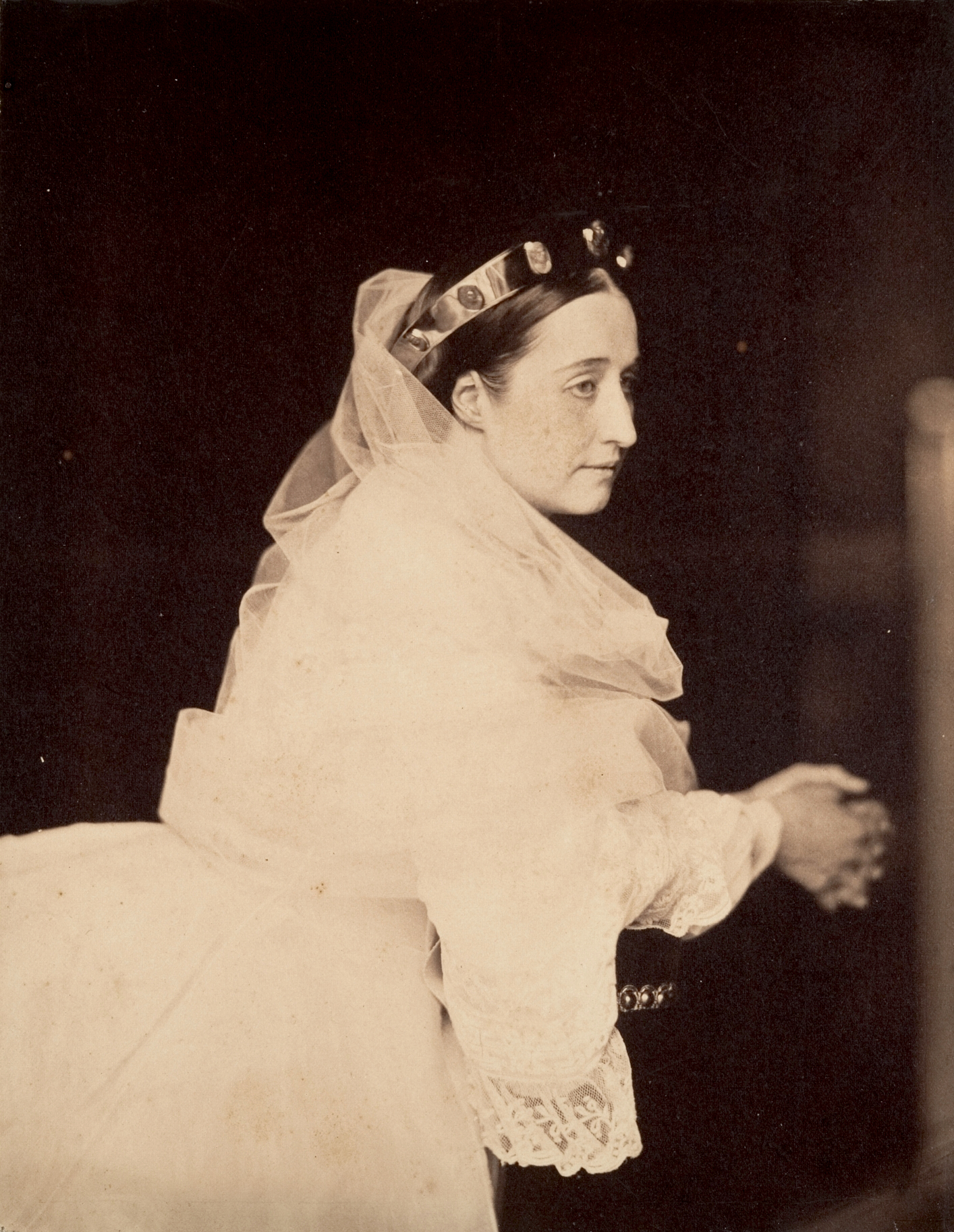
L'œuvre caritative catholique de la Sainte-Enfance a inspiré à l'Impératrice sa Société du Prince Impérial. Eugénie est aussi à l'origine de la Fondation Eugène-Napoléon en 1856.

On note que l'œuvre théoriquement non confessionnelle laisse une place à l'Eglise catholique mais qu'un rabbin est membre du "conseil supérieur".

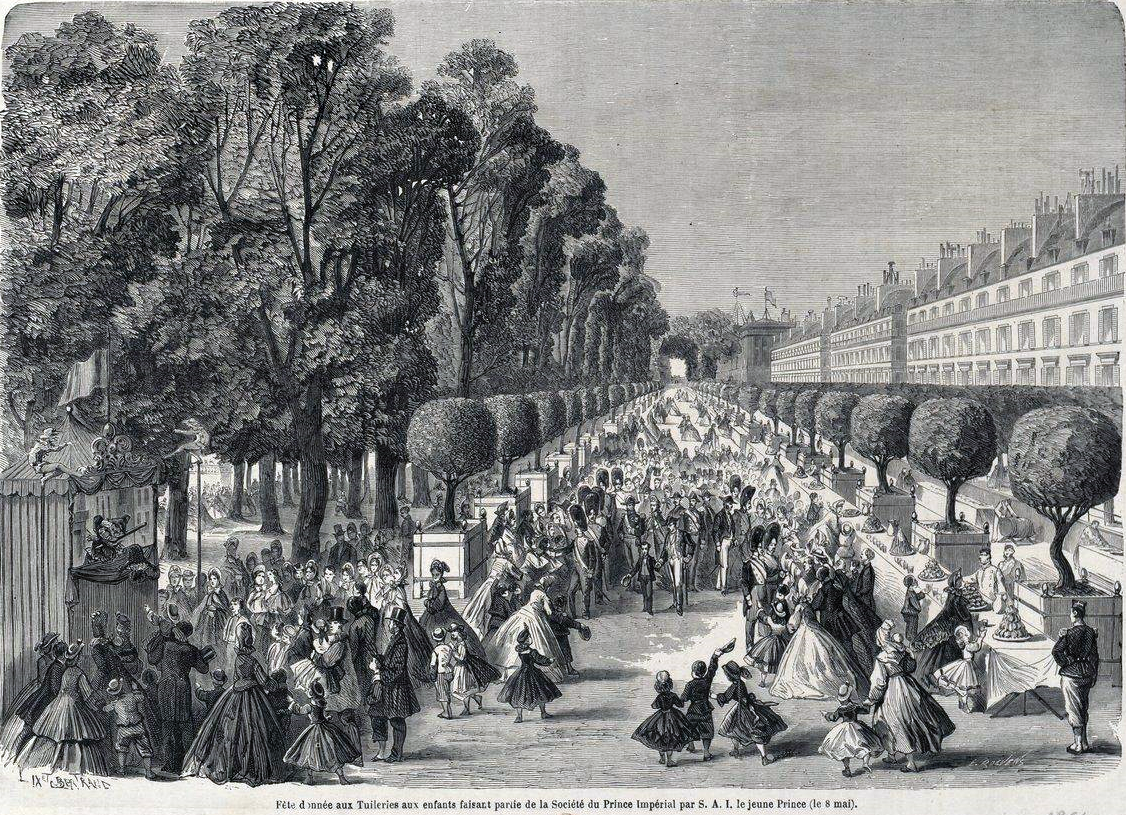
Fête donnée aux Tuileries aux enfants faisant partie de la Société du Prince Impérial, le dimanche 8 mai 1864.

La Société du Prince Impérial pour les prêts de l'enfance au travail est créée le 26 avril 1862 par l'impératrice Eugénie. Cette association de bienfaisance reprenant le nom du Prince Impérial (âgé alors de six ans), vise à venir en aide aux travailleurs et petits artisans en difficulté via un système de microcrédit.

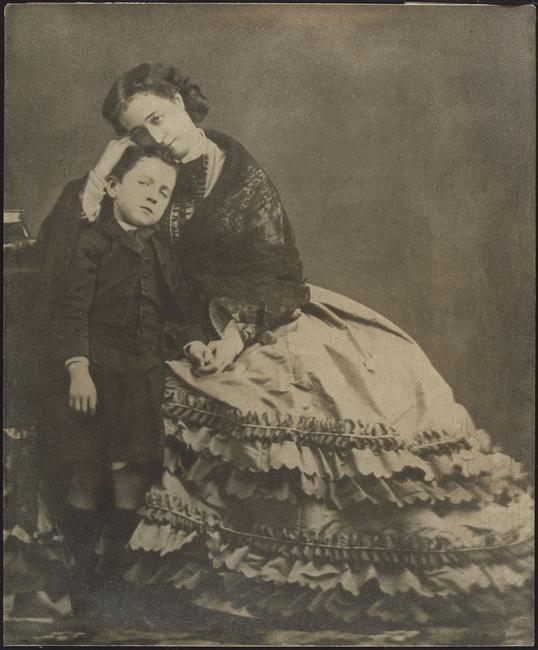
L'Impératrice Eugénie et son fils le Prince-Impérial en 1862.

Pour sa fondatrice: « C'est l'avenir qui prête au passé », mais, aux dons modestes versés par les enfants, s'ajoutent les versements de dignitaires de l'Empire, comme ceux de simples citoyens. Ce modèle de société de bienfaisance a été inspiré à la très catholique impératrice des Français par les résultats obtenus par l'œuvre pontificale de la Sainte-Enfance fondée quelques années auparavant. Selon le rapport à l'Impératrice qui est paru dans le Journal Général de l'Instruction Publique du 3 mai 1862, il s'agit d' « appeler le jeune âge à venir au secours de l'âge viril dénué de ressources, grouper les enfants en association, les placer sous un auguste patronage, et constituer ainsi la Société du Prince Impérial, qui distribuera les prêts de l'enfance au travail. »
La société fondée par l'Impératrice se propose de pourvoir assistance aux classes laborieuses par le biais de prêts limités à 1.000 francs rendus accessibles aux plus modestes. Ce faible capital est destiné à l'achat indispensable d'instruments agraires, d'animaux ou de semences pour le paysan, d'une barque pour le pêcheur, d'outils ou de matières premières pour l'artisan. Ces prêts sont aussi destinés à venir en aide aux familles de travailleurs ayant des besoins accidentels ou temporaires.
Les fonds destinés à la Société du Prince Impérial sont recueillis soit dans les « comités locaux », soit à Paris où ils sont déposés en mairies ou au tribunal de commerce. L'argent collecté est ensuite placé dans la caisse du Crédit foncier de France, organisme financier créé 10 ans auparavant par décret du Prince-Président Louis-Napoléon Bonaparte, le 28 février 1852. Louis Frémy, Gouverneur du Crédit foncier, également Conseiller d'État en service extraordinaire, est vice-président du Conseil Supérieur de la Société du Prince Impérial.
En avril 1862, le couple impérial fait un don de 100.000 francs à la Société du Prince Impérial.
La Société du Prince Impérial a fait frapper, par Stern, une médaille en cuivre. Sur l'avers de celle-ci figure un portrait du Prince Impérial gravé par J. Peyre. Elle commémore le 15 septembre 1862, date d'approbation de la Société par décret impérial.
En 1863, un an après sa création, le montant des dons versés à la Société du Prince Impérial s'élève à 700.000 francs.
Le 8 mai 1864, le Prince Impérial donne une fête « aux enfants associés à l'œuvre ». L'évènement se déroule au Jardin des Tuileries.
En 1868, l'abbé Peyrou publie dans Chants au Prince Impérial depuis son baptême jusqu'à sa première communion un chant nommé Société du Prince Impérial dont le refrain est: « Debout ! au travail ! allons vite ! Au travail diligents humains ! Le père de famille au travail vous invite; Des outils du travail, allons ! armez vos mains ! »
Entre 1862 et 1870, 25.600 prêts sont ainsi accordés à des ouvriers, cultivateurs et artisans, y compris à de nombreuses travailleuses. Ces pauvres ont ainsi été en mesure de développer une activité économique. Le taux d'intérêt du prêt était fixé à 2,5% et le capital emprunté, qui était plafonné à 1.000 francs, devait être remboursé en 3 ans.

## Règlement
Règlement de la Société du Prince Impérial. Prêts de l'Enfance au travail. Approuvé par l'Impératrice Eugénie au Palais des Tuileries, le 26 avril 1862.

### Article1er. Formation de la Société, sa dénomination, son but
Il est formé une association ayant pour but soit de faire des prêts destinés à faciliter l'achat d'instruments, outils, ustensiles et autres objets mobiliers, ou matières premières nécessaires au travail; soit de venir en aide, pour des besoins accidentels et temporaires à des familles laborieuses.
Cette association prend les noms de: Société du Prince-Impérial, prêts de l'enfance au travail.

### Article 2. Composition de la Société
La Société se compose de fondateurs et d'associés.

### Article 3. Fondateurs
Les fondateurs sont: S.M. l'Impératrice, Présidente de la Société, Et un nombre indéterminé de personnes qui verseront une somme de 100 francs une fois payée, et annuellement une somme de 10 francs.

### Article 4. Associés

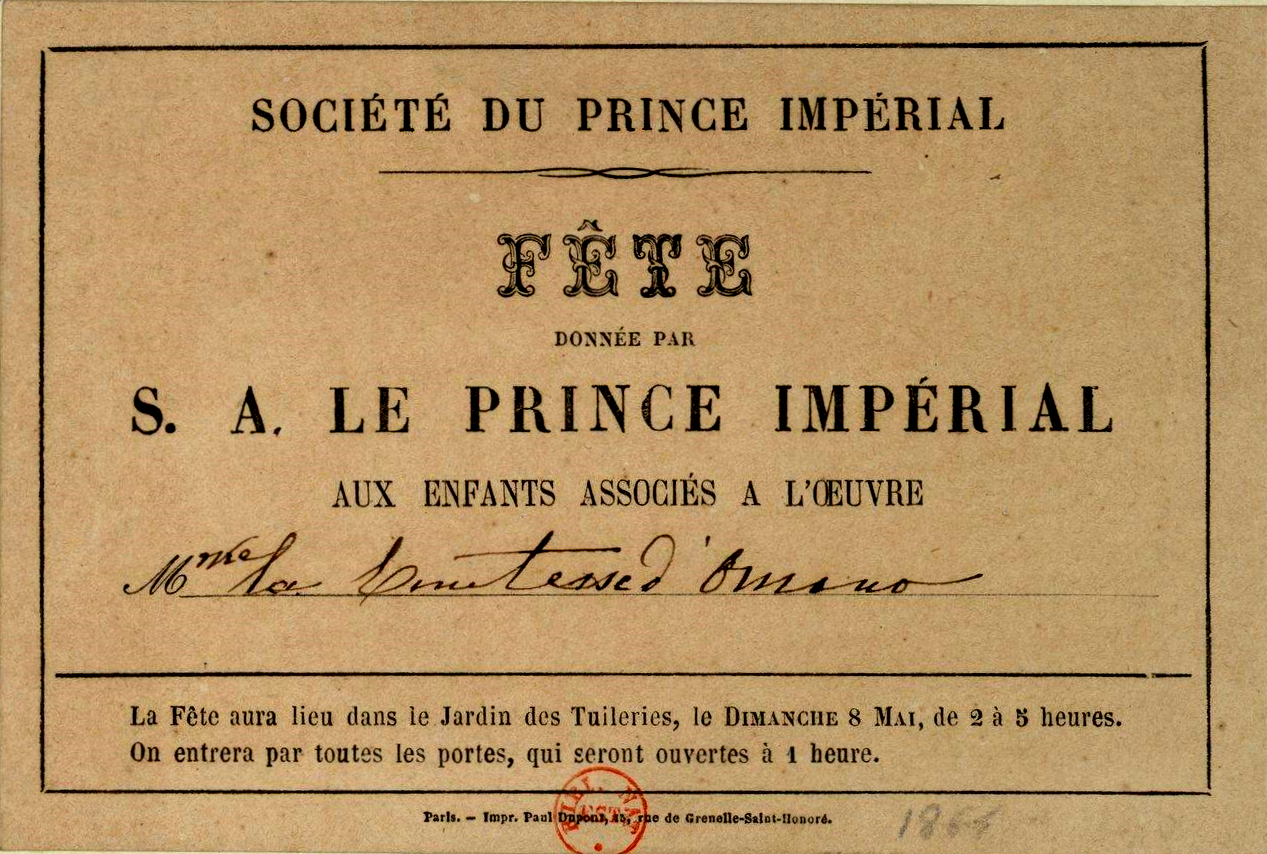
Carte d'invitation adressée à la Comtesse d'Ornano pour la fête du 8 mai 1864.

Les associés se composent de tous les enfants âgés de moins de dix-huit ans qui verseront 10 centimes par semaine.

### Article 5. Administration
L'administration est confiée :
1. À un conseil supérieur ;
2. À des comités locaux ;
3. À des dames patronnesses.

### Article 6
Le conseil supérieur se compose de vingt membres nommés par S.M. l'Impératrice.

### Article 7
Le conseil supérieur représente de plein droit tous les associés. Il délibère sur tout ce qui peut intéresser la Société.
Il autorise les prêts; il est chargé de la gestion financière de l'Association; il peut emprunter, aliéner, transiger, accepter tous dons et legs, faire tous emplois de fonds, recevoir toutes sommes, toutes valeurs; enfin il a tous les pouvoirs nécessaires pour gérer et administrer, tant activement que passivement, les biens et affaires de la Société, et pour disposer de la manière la plus absolue des biens meubles et immeubles et de tous les intérêts de la Société.
Il organise la comptabilité et l'administration et nomme à tous emplois gratuits et salariés; il détermine les conditions des prêts, l'intérêt auquel ils seront soumis, leur importance, leur durée et la forme dans laquelle ils seront consentis.
Il détermine les conditions nécessaires pour l'établissement des comités locaux; il dirige ces comités et leur délègue, s'il le juge utile, tout ou partie de ses pouvoirs; il en règle le régime intérieur.
Il peut également déléguer ses pouvoirs soit à des commissions choisies dans son sein, soit à un ou plusieurs de ses membres ou à toutes autres personnes.
Les délibérations du conseil supérieur sont prises à la majorité des membres présents. Le nombre des membres présents ne doit pas être inférieur à sept.
En cas de partage, la voix du président est prépondérante.
Les copies et extraits de ces délibérations à produire en justice ou ailleurs sont certifiés par deux membres du conseil.

### Article 8. Comités locaux

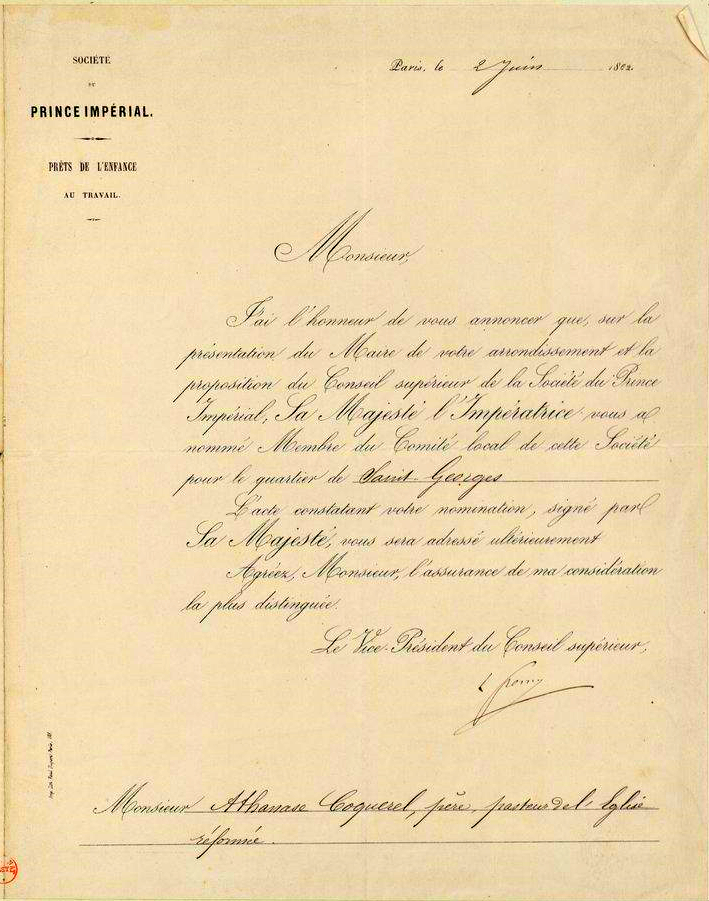
Lettre du vice-président du Conseil supérieur Louis Frémy au pasteur Athanase Coquerel lui notifiant sa nomination comme membre de Comité local de la Société du Prince Impérial pour le quartier de Saint-Georges. Le 2 juin 1862.

Les comités locaux sont nommés par S. M. l'Impératrice; ils sont chargés de recevoir les cotisations et les demandes de prêts; ils surveillent la comptabilité et préparent l'instruction des affaires de leur circonscription, et donnent un avis motivé sur ces affaires; ils statuent sur celles dont la solution leur est déléguée par le conseil supérieur.

### Article 9
Les dames patronnesses sont nommées par S. M. l'Impératrice, sur la proposition du conseil supérieur et l'avis du comité local. Elles sont chargées de provoquer et recevoir les souscriptions, de rechercher les associés et de les réunir en divisions ou subdivisions.
Un règlement du conseil supérieur pourvoira à l'organisation de leurs réunions.

### Article 10. Ressources
Les ressources de l'Association se composent :
1. Des sommes versées par les fondateurs ;
2. Du produit des cotisations ;
3. Des legs et dons.

Les fonds de la Société sont déposés à la Caisse du Crédit foncier.

### Article 11. Prêts
Le maximum des prêts qui pourront être faits à un seul emprunteur sera fixé tous les ans par le conseil supérieur; ce maximum est fixé à 1.000 francs pour la présente année.

### Article 12. Dispositions générales

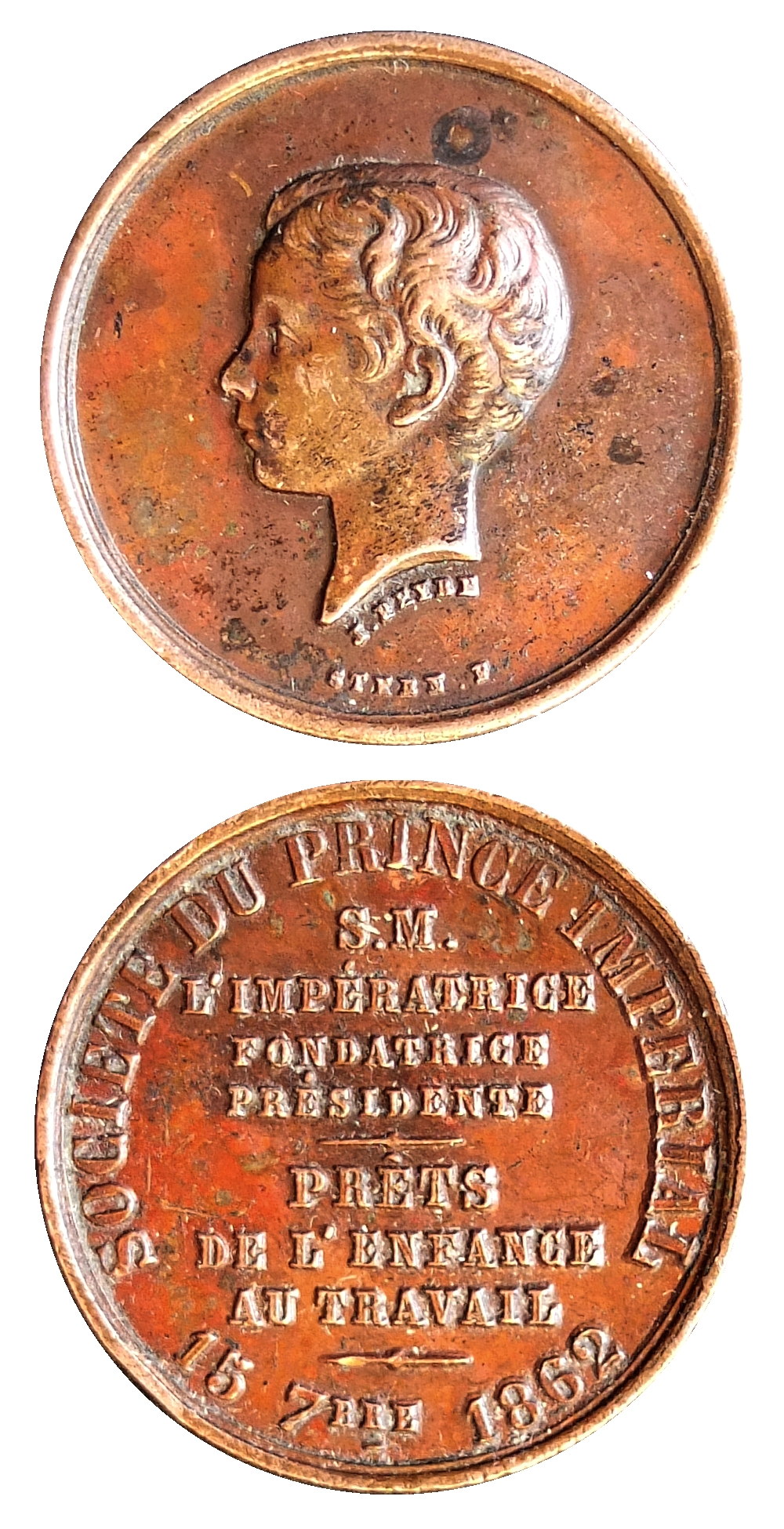
Petite médaille émise en 1862 par la maison Stern.

La Société n'agit que dans les localités où s'est formée une réunion de fondateurs et d'associés dont le nombre est déterminé par le conseil supérieur.

### Article 13. Dispositions générales
Tous les ans, un exposé de la situation financière et morale de la Société, rédigé par les soins du conseil supérieur, est adressé à S. M. l'Impératrice et envoyé aux membres fondateurs.

### Article 14. Dispositions générales
Le conseil supérieur est autorisé à soumettre à l'approbation de S. M. l'Impératrice toutes les modifications au présent règlement dont l'expérience démontrerait l'utilité.

## Organigramme
Les postes-clés de la Société du Prince Impérial et les membres de son Conseil Supérieur (comme de ses Comités Locaux) sont attribués à des dignitaires ou épouses de dignitaires de l'Empire qui sont nommés par sa fondatrice-présidente, l'Impératrice Eugénie.
- Fondatrice et Présidente : S. M. l'Impératrice Eugénie
- Vice-Présidentes

S.A.I. Madame la Princesse Marie-Clotilde Napoléon
S.A.I. Madame la Princesse Mathilde
- Dames Patronnesses

Présidente : S.A.I. Madame la Princesse Marie-Clotilde Napoléon
Vice-Présidentes : Mesdames la comtesse Walewska, Baroche, Troplong, la duchesse de Morny
- Trésorière : Madame la baronne Haussmann

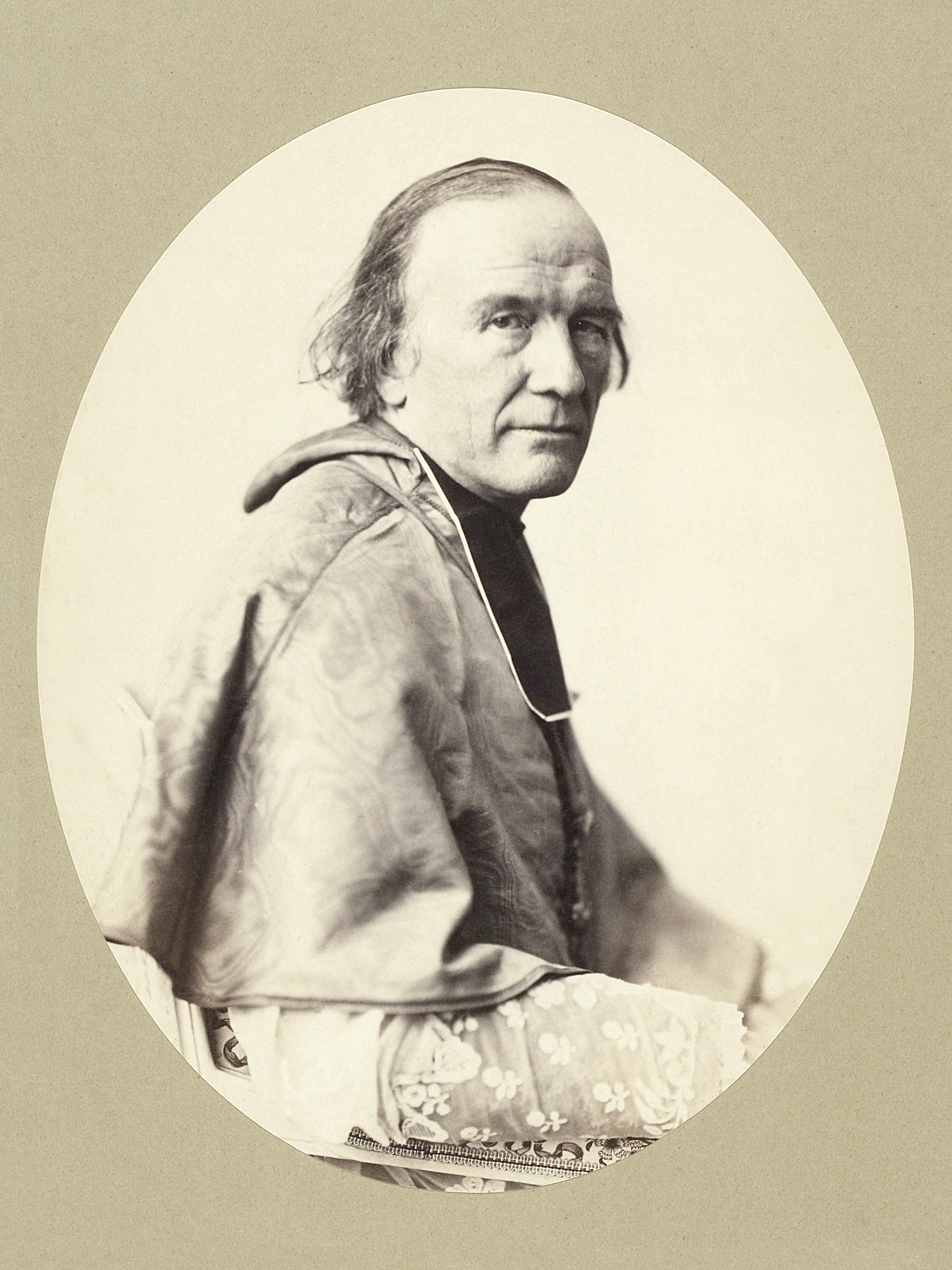
L'archevêque de Paris, Monseigneur Darboy, président du Conseil Supérieur de la Société du Prince Impérial, est assassiné par les Communards durant la Semaine sanglante; ainsi que l'abbé Deguerry curé de la Madeleine également membre du Conseil Supérieur.

- Conseil Supérieur

Président : Monseigneur Darboy, Archevêque de Paris
Vice-Président : M. Frémy, Conseiller d'État en service extraordinaire, Gouverneur du Crédit foncier
M. de Royer, 1er président de la Cour des Comptes
Le duc de Bassano, sénateur, Grand Chambellan
M. Laity, sénateur
M. Schneider, Vice-président du Corps législatif
M. André (Ernest), député au Corps législatif
M. Busson, député au Corps législatif
M. Le Hon (Léopold), député au Corps législatif
M. Boinvilliers, président de section au conseil d'Etat
M. Boulatignier, conseiller d'Etat
M. Devienne, premier président de la Cour impériale de Paris
M. Bayle-Mouillard, conseiller à la Cour de cassation
M. L'abbé Deguerry, curé de la Madeleine
M. L'abbé Duquesnay, curé de Saint-Laurent
M. Denière, président du Tribunal de commerce
M. Fère, membre de la Chambre de commerce
M. Davenne, ancien Directeur de l'Assistance publique
M. Hailig, administrateur du Crédit foncier
M. Arlès-Dufour, Président de la Chambre de Commerce de Lyon
M. Uhlmann, Grand Rabbin du Consistoire central des Israélites